# Clann na Talmhan
Clann na Talmhan [ˈklɑn̪ n̪ə ˈt̪aluːn̪] (irisch „Kinder des Bodens“) war eine politische Partei in Irland, die zwischen 1939 und 1965 aktiv war.

## Wahlprogramm
Clann na Talmhan wurde 1939 in Athenry (Grafschaft Galway) von Michael Donnellan mit dem Ziel gegründet, die Farmer in Irland politisch zu vertreten. Weitere Ziele waren die Stärkung der Interessen von Kleingrundbesitzern, Unterstützung durch den Staat bei Neulandgewinnung, Senkung der Grundsteuern auf Farmland und verstärkte Aufforstung.

## Wahlerfolge
Die Partei trat erstmals zur Wahl 1943 an und gewann auf Anhieb zehn Sitze. Trotzdem trat Donnellan als Parteivorsitzender zurück. Ihm folgte Joseph Blowick im Amt. Clann na Talmhan war Teil der Koalitionsregierung von 1948 bis 1951 sowie 1954 bis 1957. Der Vorsitzende Blowick bekam jeweils den Ministerposten für Landwirtschaft und Donnellan wurde parlamentarischer Sekretär. 

## Politisches Ende
Während der Regierungszeit verlor die Partei allerdings ihre Position und mehr und mehr Wähler tendierten zu Fianna Fáil oder Fine Gael. Clann na Talmhan sah sich selbst immer als sehr eng gefasste und regionale Organisation und machte wenige Anstalten auch die nicht landwirtschaftlich genutzten Gegenden Irlands zu „erobern“. 1961 waren Donnellan und Blowick die einzigen TDs und die Partei hörte faktisch auf eine Rolle in der Politik zu spielen. Als Donnellan 1964 starb, trat sein Sohn der Partei Fine Gael bei. Blowick trat bei der folgenden Wahl 1965 nicht mehr an, was das Ende der Partei darstellte.